# اورکا (فیلم)
اورکا (انگلیسی: Eureka) فیلمی در ژانر درام است که در سال ۲۰۰۰ منتشر شد. از بازیگران آن می‌توان به کوجی یاکوشو و آئویی میازاکی اشاره کرد.